# Kalistrat Sadżaja
Kalistrat Grigorjewicz Sadżaja (ros. Калистрат Григорьевич Саджая, ur. 22 października 1895, zm. 22 listopada 1937) – gruziński rewolucjonista, funkcjonariusz Czeki.

## Życiorys
W latach 1915–1918 studiował na Wydziale Medycznym Uniwersytetu Noworosyjskiego w Odessie (nie ukończył), 1917 wstąpił do SDPRR(b), 1918 służył w Armii Czerwonej i był zastępcą przewodniczącego odeskiej gubernialnej Czeki. W 1919 był członkiem podziemnego gubernialnego komitetu rewolucyjnego w Odessie pod przybranym nazwiskiem Kaleniczenko, w czerwcu 1919 został przewodniczącym Czeki miasta Odessa, 1920-1921 był zastępcą przewodniczącego charkowskiej gubernialnej Czeki. W marcu 1921 został członkiem Batumskiego/Adżarskiego Obwodowego Komitetu Rewolucyjnego, od 25 marca do 4 kwietnia 1921 był przewodniczącym batumskiej obwodowej Czeki, później dowódcą oddziału pogranicznego.
W 1937 został aresztowany na fali wielkiej czystki, następnie rozstrzelany.